# Humalainen
Humalainen är en ö i Finland. Den ligger i Bottenhavet eller Skärgårdshavet och i kommunen Nystad i den ekonomiska regionen  Nystadsregionen i landskapet Egentliga Finland, i den sydvästra delen av landet. Ön ligger omkring 62 kilometer nordväst om Åbo och omkring 210 kilometer väster om Helsingfors.
Öns area är 9,3 hektar och dess största längd är 0,5 kilometer i öst-västlig riktning.  I omgivningarna runt Humalainen växer i huvudsak blandskog.

## Klimat
Inlandsklimat råder i trakten. Årsmedeltemperaturen i trakten är 3 °C. Den varmaste månaden är juli, då medeltemperaturen är 17 °C, och den kallaste är januari, med −10 °C.